# Bangowan
Bangowan is een bestuurslaag in het regentschap Blora van de provincie Midden-Java, Indonesië. Bangowan telt 1475 inwoners (volkstelling 2010).